# Schloss Hennersdorf (Oberlausitz)
Das Schloss Hennersdorf (polnisch Zamek w Jędrzychowicach) ist ein ruinöses Schloss in Jędrzychowice (deutsch Hennersdorf) in der Landgemeinde Zgorzelec, Woiwodschaft Niederschlesien in Polen. Es liegt auf dem rechten Steilufer der Lausitzer Neiße und gehörte ab 1815 zu Preußen. Seit 1945 gehört es zum polnischen Teil der Oberlausitz.

## Geschichte
Im Jahre 1533 gehörte das Dorf Hennersdorf dem 1485 in Nürnberg geborenen Sebastian Schütz, der es 1553 an seinen Schwiegersohn Joachim Schmied und Hans von Hoffmann verkaufte. Schon damals bestand vermutlich ein Herrenhaus. Im Jahr 1608 brachte Anna von Hoffmann, die den Besitz mangels männlicher Erben erhalten hatte, diesen in ihre Ehe mit Heinrich Ritter ein. Die neuen Besitzer erweiterten das Herrenhaus 1611. Der Turm stammt vermutlich aus dieser Zeit. Als Besitzer folgten die Familien Heige und Selig.
Im 19. Jahrhundert wurde der Bau zeitgemäß umgestaltet. Nach dem Übergang an Polen 1945 wurde das beschädigte Herrenhaus bis 1958 genutzt. Mangels Renovierung verfiel es dem Verfall und wurde aufgegeben.

## Bauwerk
Der Kernbau ist ein dreigeschossiger vierachsiger Baukörper, an den hofseitig ein kurzer Seitenflügel anschließt. Der Bau ist durch einen achteckigen Treppenturm mit geschweifter Zwiebelhaube akzentuiert. Drei Giebel über den Schmalseiten bereichern den Bau. Die Giebel sind durch Pilaster und verkröpfte Gesimse aufgeteilt und in zum Teil geschweifter Silhouette mit Voluten begrenzt. Eine Wassermanngruppe bildet den Abschluss des hofseitigen Giebels.
Die Fassaden weisen Reste von Sgraffitoputz auf. Die heute nicht mehr erhaltene Bauinschrift „HANC EXEDRAM AEDIFICIO HVIC EXSTRUCTO RECENS ADSTRUXIT HENR. A RITTER DE C, IN HENNERS(DORF) ANO CHR. MDCXI“ verweist auf den Bauherren und das Baujahr 1611.